# Технологічна схема
Технологі́чна схе́ма — це графічне модельне зображення технологічного процесу у вигляді послідовних виробничих функцій, технологічних і транспортних операцій, спрямованих на отримання товарної продукції.
Залежно від змісту завдань, що вирішуються, технологічні схеми можуть мати різні види і назви.

## Приклади технологічних схем
- Технологічна схема виробництва
- Якісно-кількісна схема
- Технологічна схема гірничого підприємства
- Технологічна схема збагачення корисних копалин
- Технологічна схема розробки нафтового пласта
- Технологічна схема виробничого процесу
- Технологічна схема розподілу праці